# هاغي جينينغز
هاغي جينينغز (بالإنجليزية: Hughie Jennings)‏ هو لاعب كرة قاعدة أمريكي، ولد في 2 أبريل 1869 في بيتستون في الولايات المتحدة، وتوفي في 1 فبراير 1928 في سكرانتون في الولايات المتحدة بسبب التهاب السحايا.

## وصلات خارجية
- هاغي جينينغز على موقعبيزبول رفرنس.كوم (الدوري الرئيسي) (الإنجليزية)
- هاغي جينينغز على موقعبيزبول رفرنس.كوم (الدوري الثانوي) (الإنجليزية)
- هاغي جينينغز على موقع جمعية أبحاث البيسبول الأمريكية (الإنجليزية)
- هاغي جينينغز على موقع مشجعي الرسوم البيانية (الإنجليزية)
- هاغي جينينغز على موقع قاعة مشاهير كرة القاعدة (الإنجليزية)